# Abdusalam Khamis
Abdusalam Khamis Boubakr (12 aprile 1974) è un ex calciatore libico, di ruolo centrocampista.

## Caratteristiche tecniche
Era un trequartista.

## Carriera

### Club
Nel 2006, dopo aver giocato all'Al-Olympic Zawiya, si è trasferito all'Al-Ittihad Tripoli. Nel 2007 è tornato all'Al-Olympic Zawiya con cui ha concluso, nel 2010, la propria carriera.

### Nazionale
Ha debuttato in Nazionale nel 2003. Ha messo a segno la sua prima rete con la maglia della Nazionale il 24 gennaio 2006, in Libia-Costa d'Avorio (1-2), in cui ha messo a segno la rete del momentaneo 1-1. Ha partecipato, con la Nazionale, alla Coppa d'Africa 2006. Ha collezionato in totale, con la maglia della Nazionale, 15 presenze e una rete.